# Drepanodontus tatyanae
Drepanodontus tatyanae là một loài ốc biển, là động vật thân mềm chân bụng sống ở biển trong họ Buccinidae.

## Phân bố
Chúng phân bố ở Biển Scotia, Nam Đại Tây Dương.